# Skolviken
Skolviken är en sjö i Umeå kommun i Västerbotten och ingår i Hörnån-Öreälvens kustområde.